# هانس آیگنر
هانس آیگنر (آلمانی: Hannes Aigner؛ زادهٔ ۱۹ مارس ۱۹۸۹) قایقران کانو اهل آلمان است.
وی همچنین برندهٔ جوایزی همچون برگ بوی نقره‌ای شده‌است.
وی در مسابقات کشوری و بین‌المللی در مجموع برندهٔ ۶ مدال طلا، ۷ مدال نقره، ۵ مدال برنز شده‌است.